# Fabryka wódek Franza Kantorowicza w Poznaniu
Fabryka wódek Franza Kantorowicza – wytwórnia wódek i innych napojów alkoholowych należąca początkowo do Franza Kantorowicza, funkcjonująca w Poznaniu od 1823 do 1968.

## Historia

### 1823–1920
Pierwsza duża fabryka przedsiębiorstwa mieściła się od 1844 na ulicy Wronieckiej 6 i została rozbudowana w 1882, sięgając aż do narożnika ul. Masztalarskiej. Mimo inwestycji, w początku XX wieku, zakład nie spełniał już norm bezpieczeństwa.

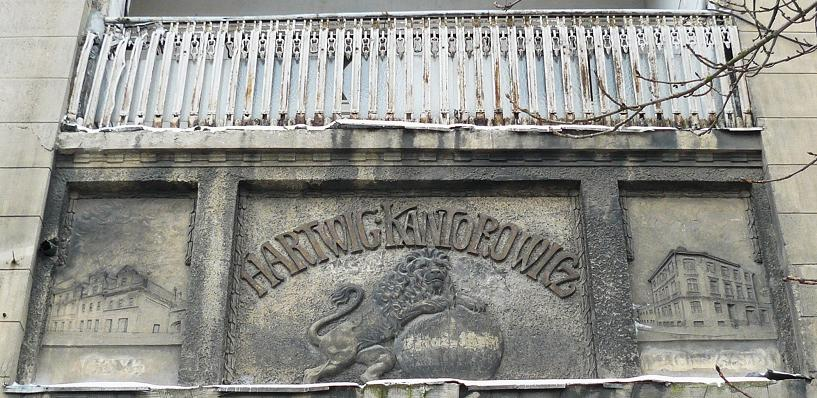
Płyciny nad bramą z wyobrażeniem zakładu przy ul. Wronieckiej

Drugą, nową siedzibą przedsiębiorstwa była okazała kamienica zlokalizowana przy ul. Grochowe Łąki 6 (dawniej Południowa). Obiekt wzniesiono w 1907 według projektu żydowskiego architekta Martina Sonnabenda dla Franza Kantorowicza (również Żyda) będącego właścicielem znaku towarowego Hartwig Kantorowicz, producenta wódek oraz likierów deserowych. Praktyką wśród poznańskich Żydów było wówczas zatrudnianie wyłącznie swoich współwyznawców. Od frontu powstała trzypiętrowa kamienica z wysoką sutereną (niestabilne podłoże tej części Garbar), a w głębi bardzo długiej działki, sięgającej aż do ul. Małe Garbary, wzniesiono budynki fabryczne i spedycyjne. Do tylnej części działki prowadził przejazd bramny. Wzdłuż działki, za bramą zbudowano budynek z biurami na parterze i ekspedycją na piętrze. W tyle działki umieszczono poprzecznie właściwą fabrykę z rozlewnią, a w samym końcu działki znalazły się wozownia i stajnia, a także budynek techniczny. Wszystkie zabudowania wzniesiono w konstrukcji szkieletu żelbetowego (na tamte czasy była to konstrukcja bardzo nowoczesna) i nakryto wysokimi mansardowymi dachami krytymi dachówką. Pod całą powierzchnią działki znajdowały się rozległe piwnice połączone z resztą obiektów windami towarowymi i wentylowane kanałami uchodzącymi w murowanych, grubych filarach wschodniego ogrodzenia. Fasada przedniej kamienicy (jak również wykończenie pozostałych budynków) była dość prosta, z pozornymi lizenami, niezbyt wybujałą sztukaterią, otynkowana w sposób przypominający kamienne ciosy. Aby dostać się do mieszkań w kamienicy, trzeba było wchodzić przez bramę przejazdową. Ponad bramą umieszczono w trzech płycinach narrację związaną z przedsiębiorstwem: widok pierwszej fabryki (przed i po przebudowie) i napis Hartwig Kantorowicz.

### 1920–1939
W 1920, jak większość poznańskich Żydów, Kantorowicz wybrał opcję niemiecką (w 1919 był internowany i podejrzewany przez Straż Ludową o działalność antypolską) i 5 listopada tego roku sprzedał wszystkie swoje aktywa w Poznaniu Polskiemu Bankowi Przemysłowców, za co dostał około 20 milionów marek niemieckich. Na życzenie Kantorowicza akt notarialny spisano w języku niemieckim, a nie po polsku. W okresie międzywojennym przedsiębiorstwo działało prężnie, produkując popularne na rynku alkohole, m.in. likier Podbipięta. 

### 1939–1968
5 października 1939 zakład przeszedł przymusowo pod zarząd niemiecki, nadal wytwarzając alkohole, jak również soki owocowe i marmoladę. Po 1945 został znacjonalizowany, a 30 czerwca 1968 zlikwidowany. Budynek przeszedł na własność innego zakładu, a sprzęt sprzedano. Do dziś obiekt zachował się w dobrym stanie. W czasie bitwy o Poznań całkowitemu zniszczeniu uległy natomiast dawne zabudowania fabryczne na ul. Wronieckiej.

## Asortyment
Wytwórnia produkowała m.in. (nazwy w wykoślawionym języku polskim, oryginalne): Podbipiętę (altpolonischer Reiterlikör), Imperial-Blackberry-Brandy, Kosak crystall, Eiskümmel, Dubelt grün Pommeranzen, Curaçao extra dry, Strandkorn, Wisniowka (Kirsch Nalewka) i Sliwówka (Pflaumen-Nalewka).